# Leo Singer
Leopold „Leo“ von Singer (* 3. Mai 1877 in Wien; † 5. März 1951) war ein österreichischer Schausteller.

## Leben
Baron Leopold von Singer kam durch eine Polio-Erkrankung seiner Tochter Trudy in Kontakt mit einem Märchengarten, in dem kleinwüchsige Darsteller beschäftigt waren. Dort wurde eine spezielle therapeutische Streckmethode angeboten. Um 1914 gründete Leopold von Singer, der zeitweise auch Besitzer des Josefstädter Theaters war, eine eigene Truppe, „Singer’s Midgets“. In Wien erhielt er dafür den Spitznamen „Zwergerl-Singer“. Er rekrutierte vorzugsweise normal proportionierte kleinwüchsige Menschen, die nicht nur singen und schauspielern konnten, sondern auch in der Lage waren, zu tanzen und artistische Leistungen zu vollbringen. Mit dieser Truppe, die zeitweise über hundert Mitglieder umfasste und auch von klein- und normalwüchsigen Elefanten, darunter dem nach Florenz Ziegfeld benannten Ziggy, Giraffen und Ponys begleitet wurde, tourte er durch Europa, Südamerika, Asien und Australien, ehe er sich endgültig in den USA niederließ. 1939 spielten viele der „Singer’s Midgets“ in dem Film Der Zauberer von Oz mit.

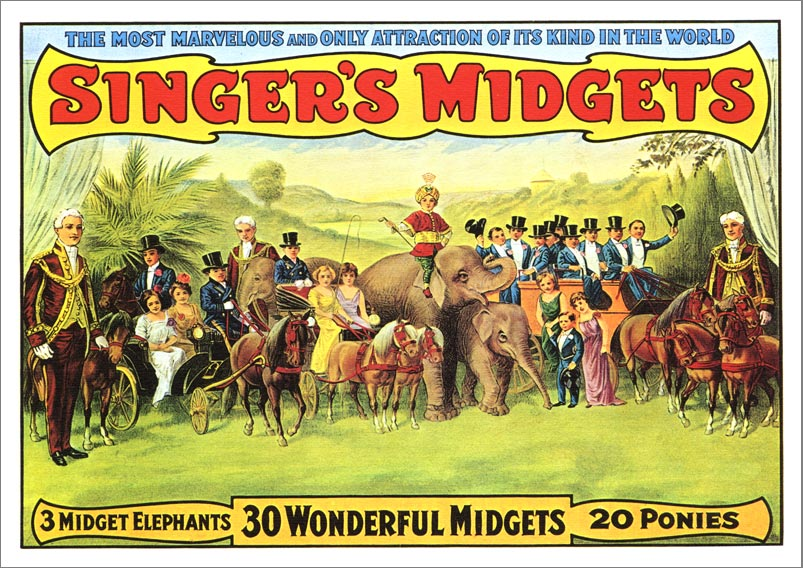
Singer’s Midgets

## „Singer’s Midgets“ imZauberer von Oz
Die „Zwerge“ erhielten großenteils viel niedrigere Gagen als beispielsweise der Hund Terry, der „Toto“ spielte, und wurden im Abspann des Films nicht namentlich erwähnt. Zudem soll Leopold von Singer die Hälfte des Geldes für sich einbehalten haben – dennoch war er bei seiner Truppe beliebt und wurde von den Mitgliedern „Papa“ genannt.
Im Jahr 1988 versuchte der Filmhistoriker Steven Cox die Schicksale der 124 „Munchkins“ zu rekonstruieren, die im Film zu sehen waren. Es gelang ihm, 33 damals noch lebende Ex-Darsteller zu interviewen und aus den Ergebnissen ein Buch zusammenzustellen, das den Titel The Munchkins of Oz erhielt.